# Pomboa pallida
Pomboa pallida là một loài nhện trong họ Pholcidae. Loài này được phát hiện ở Colombia.